# Roy Kortsmit
Roy Kortsmit (Hoek van Holland, 26 augustus 1992) is een Nederlands voetballer die als doelman speelt. Hij verruilde Almere City in augustus 2020 voor NAC Breda.

## Loopbaan

### Sparta Rotterdam
Kortsmit speelde in de jeugd van V.v. Hoek van Holland, Feyenoord, Westlandia en Sparta Rotterdam en sinds 2011 maakt hij deel uit van de selectie van het eerste elftal van Sparta Rotterdam. Hij maakte zijn debuut op 11 april 2014 als vervanger van Khalid Sinouh in de thuiswedstrijd tegen SC Telstar. Ook speelde hij in de derde ronde van de play-offs om promotie/degradatie in de uitwedstrijd tegen FC Dordrecht als vervanger van de geblesseerd geraakte Ricardo Kieboom op 18 mei. Sparta verloor die wedstrijd met 3-1, waardoor de ploeg van trainer Gert Kruys promotie naar de Eredivisie misliep.
Kortsmit won in het seizoen 2015/16 met Sparta de titel in Eerste divisie, waardoor de club uit Rotterdam-West na zes jaar terugkeerde in de Eredivisie. Het seizoen 2016/17 handhaafde hij zich met Sparta in de Eredivisie. Een jaar later degradeerde hij met Sparta door in de Play-offs te verliezen van FC Emmen. Zodoende speelde Kortsmit met Sparta in het seizoen 2018/19 weer in de Eerste divisie welke met een tweede plaats werd afgesloten. In de Play-offs werd gewonnen van TOP Oss en De Graafschap waardoor Sparta alsnog promoveerde naar de Eredivisie. Na het seizoen maakte Sparta bekend dat het aflopende contract van Kortsmit niet zal worden verlengd. In februari 2020 tekende hij een contract tot het einde van dat seizoen bij Almere City, waar hij nooit zijn debuut zou maken.

### NAC Breda
In augustus 2020 ging hij voor twee seizoenen naar NAC Breda. Daarmee promoveerde hij in het seizoen 2023/24 naar de Eredivisie.

## Clubstatistieken
| Seizoen         | Club             | Competitie      | Competitie | Competitie | Beker | Beker | Play-offs | Play-offs | Totaal | Totaal |
| Seizoen         | Club             | Competitie      | Wed.       | Dlp.       | Wed.  | Dlp.  | Wed.      | Dlp.      | Wed.   | Dlp.   |
| --------------- | ---------------- | --------------- | ---------- | ---------- | ----- | ----- | --------- | --------- | ------ | ------ |
| 2013/14         | Sparta Rotterdam | Eerste divisie  | 1          | 0          | 0     | 0     | 1         | 0         | 2      | 0      |
| 2014/15         | Sparta Rotterdam | Eerste divisie  | 37         | 0          | 2     | 0     | 0         | 0         | 38     | 0      |
| 2015/16         | Sparta Rotterdam | Eerste divisie  | 35         | 0          | 2     | 0     | 0         | 0         | 37     | 0      |
| 2016/17         | Sparta Rotterdam | Eredivisie      | 33         | 0          | 5     | 0     | 0         | 0         | 38     | 0      |
| 2017/18         | Sparta Rotterdam | Eredivisie      | 19         | 0          | 1     | 0     | 1         | 0         | 21     | 0      |
| 2018/19         | Sparta Rotterdam | Eerste divisie  | 31         | 0          | 1     | 0     | 0         | 0         | 32     | 0      |
| 2019/20         | Almere City      | Eerste divisie  | 0          | 0          | 0     | 0     | 0         | 0         | 0      | 0      |
| 2020/21         | NAC Breda        | Eerste divisie  | 4          | 0          | 0     | 0     | 0         | 0         | 4      | 0      |
| 2021/22         | NAC Breda        | Eerste divisie  | 0          | 0          | 0     | 0     | 0         | 0         | 0      | 0      |
| 2022/23         | NAC Breda        | Eerste divisie  | 37         | 0          | 3     | 0     | 3         | 0         | 43     | 0      |
| 2023/24         | NAC Breda        | Eerste divisie  | 23         | 0          | 0     | 0     | 0         | 0         | 23     | 0      |
| 2024/25         | NAC Breda        | Eredivisie      | 1          | 0          | 0     | 0     | 0         | 0         | 1      | 0      |
| 2025/26         | NAC Breda        | Eredivisie      |            |            |       |       |           |           |        |        |
| Carrière totaal | Carrière totaal  | Carrière totaal | 221        | 0          | 14    | 0     | 5         | 0         | 240    | 0      |

Bijgewerkt tot en met 17 januari 2025.

## Erelijst

### Sparta Rotterdam
| Nationaal               |    |         |
| Kampioen Eerste divisie | 1x | 2015/16 |